# Bogdantsi (Noord-Macedonië)
Bogdantsi (Macedonisch: Богданци) is een gemeente in Noord-Macedonië.
Bogdantsi telt 8707 inwoners (2002). De oppervlakte bedraagt 114,54 km², de bevolkingsdichtheid is 76 inwoners per km².